# Piață

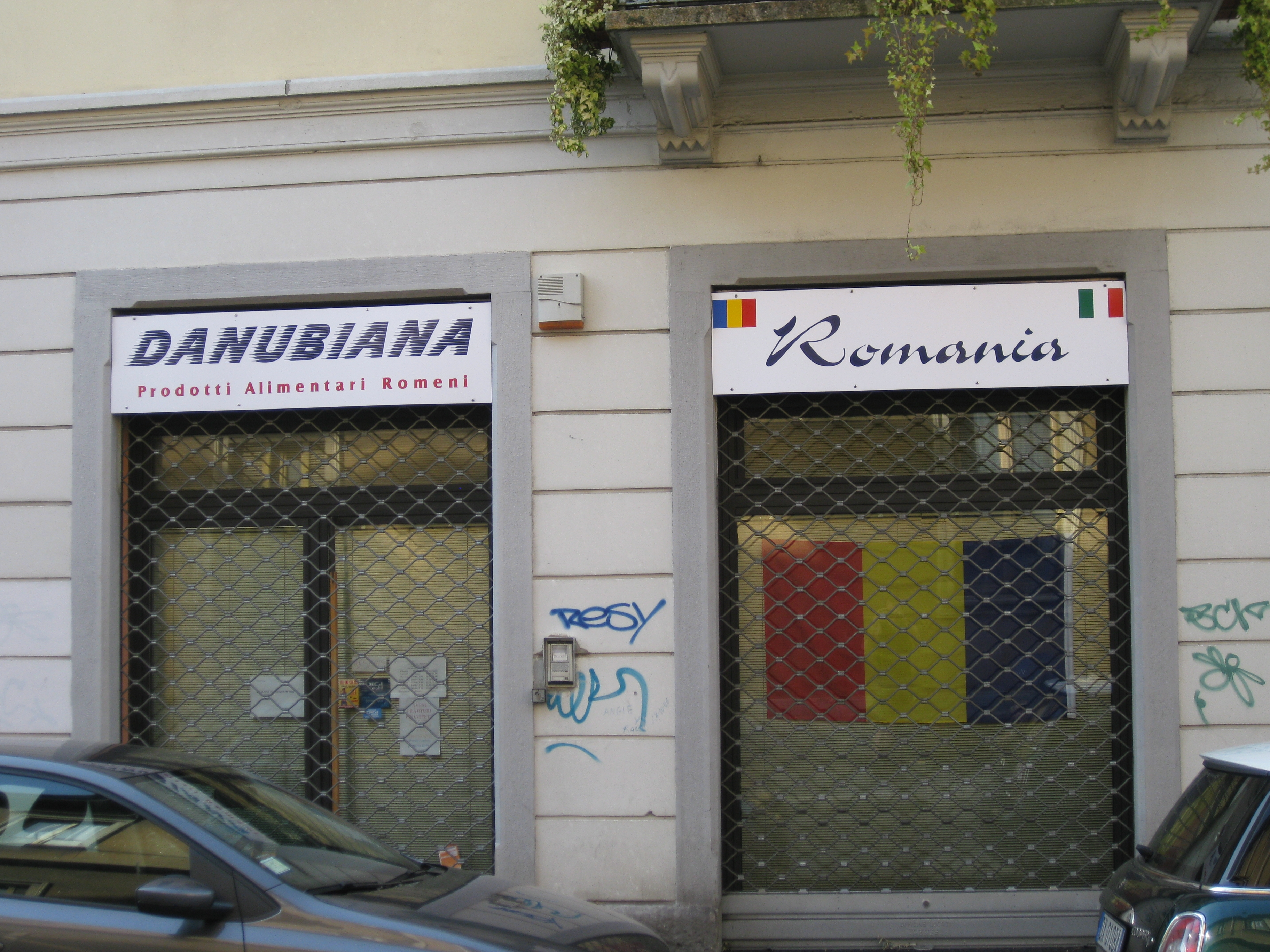
Magazin pentru imigranţii români din Italia

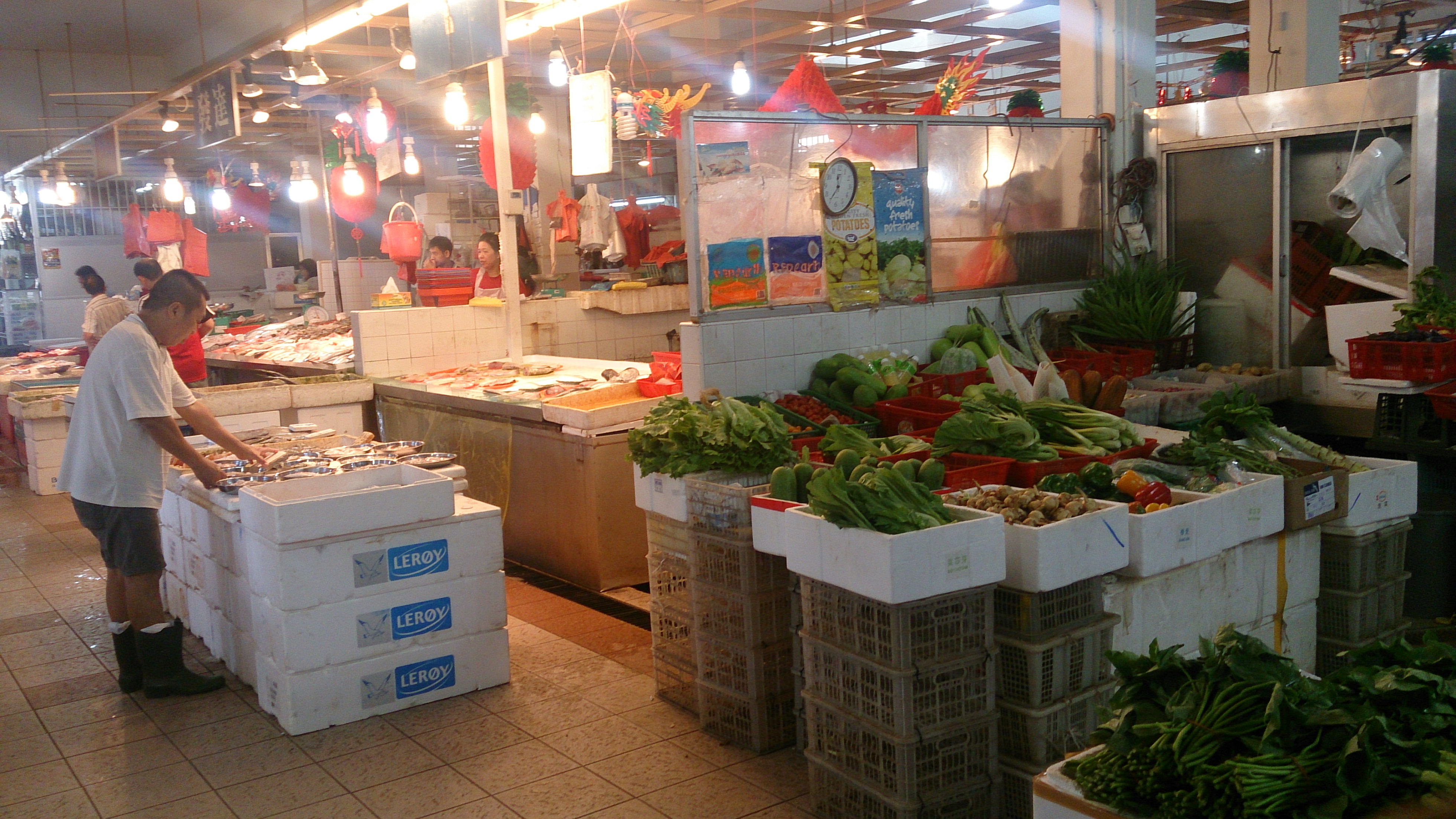
Wet market in Singapore

Piața este în general orice varietate de sisteme, proceduri, instituții, relații sociale sau infrastructuri unde are loc comerțul, se schimbă bunuri și servicii, ceea ce e o parte constituentă a economiei. În particular, piața este un loc special amenajat unde oamenii se ocupă cu comerțul. Se poate spune că o piață este procesul prin care se stabilesc prețurile bunurilor și serviciilor. Piețele facilitează comerțul și permit distribuirea și alocarea resurselor într-o societate. Piețele permit evaluarea și stabilirea prețului oricărui element comercial.
Piețele pot diferi în funcție de produse (bunuri, servicii) sau de factori (forța de muncă și de capital) vândute, diferențierea produselor, locul în care se efectuează schimburile, cumpărătorii vizați, durata, procesul de vânzare, reglementarea guvernamentală, taxe, subvenții, salariu minim pe economie, plafoanele de preț, legalitatea schimbului, lichiditatea, intensitatea speculațiilor, mărimea, concentrația, asimetria de schimb, prețurile relative, volatilitatea și extinderea geografică.